# Joel Ramqvist
Joel Ramqvist (* 13. Juli 1909 in Skinnskatteberg; † 25. November 2001 in Uppsala) war ein schwedischer Kanute.
Er nahm bei den Olympischen Sommerspielen 1936 in Berlin an den Wettkämpfen im Einer-Kajak über 1000 m teil. Beim Sieg des Österreichers Gregor Hradetzky erreichte er dort im Finale  Platz 5, nachdem er als Zweiter seines Vorlaufes eben jenes Finale erreicht hatte.